# Carracci

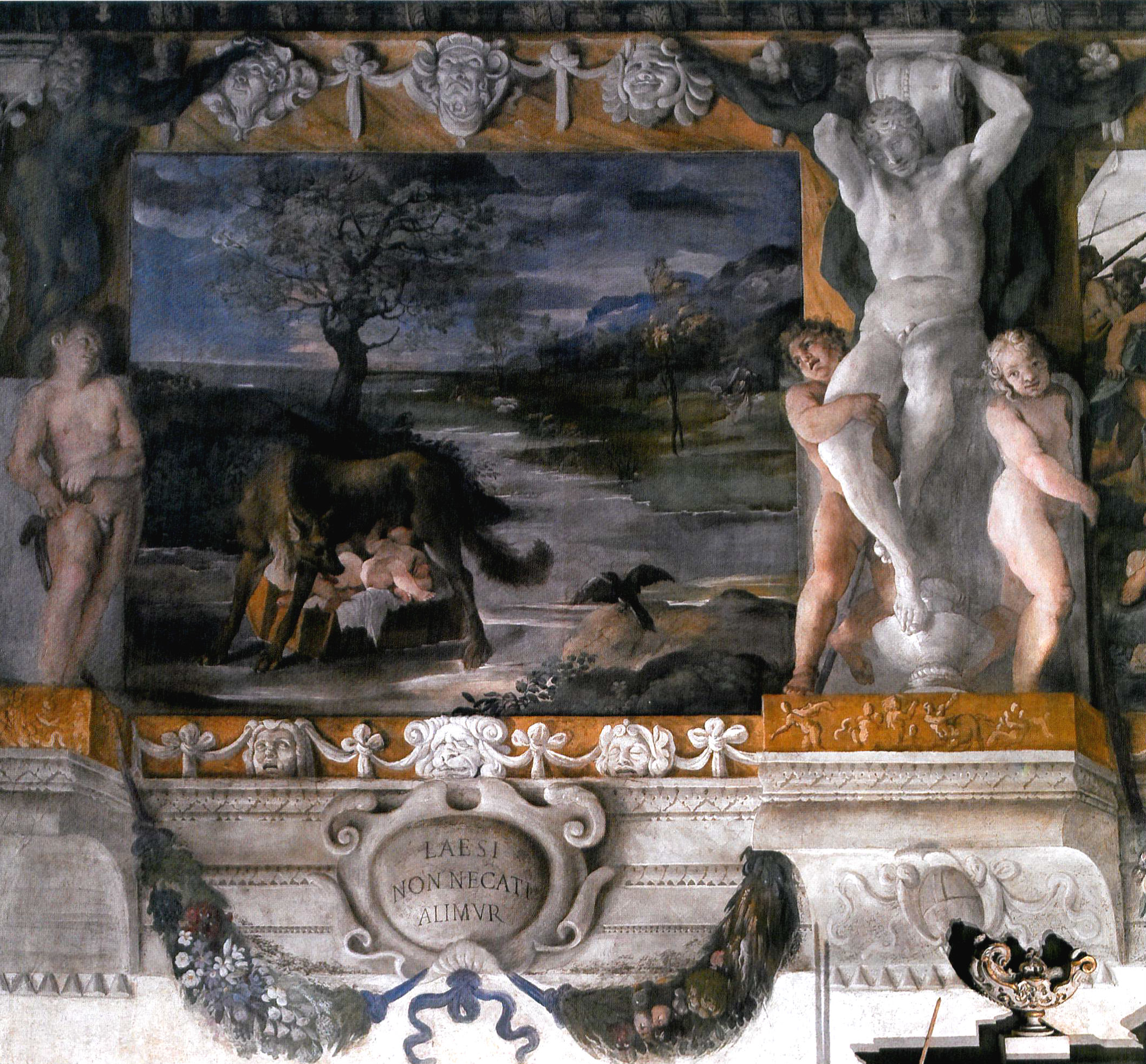
"Histórias de Rômulo e Remo" no Palazzo Magnani-Salem, em Bolonha.

Carracci foi uma família bolonhesa de artistas que teve um papel fundamental no desenvolvimento de um movimento artístico conhecido como Barroco. Os irmãos Annibale (1560–1609) e Agostino (1557–1602) juntamente com o primo Ludovico (1555–1619) trabalharam coletivamente em obras e na produção de teorias sobre o estilo barroco e fundaram uma escola de artistas em 1582. Chamada Accademia degli Incamminati, seu foco principal era desafiar as práticas e princípios do Maneirismo para criar uma arte que era avant-garde com uma nova fronteira modernista. "Em conjunto, eles realizaram uma reforma artística que derrubou a estética maneirista e iniciaram o Barroco".

## Teoria da arte
As atividades artísticas e teoréticas da família, reconhecidas nos três pintores e cuja importância foi sublinhada por estudos de críticos e historiadores da arte como André Chastel, Giulio Carlo Argan e muitos outros, foram decisivas para o fim da crise do Maneirismo e para a formação figurativa do Barroco.
A Reforma Protestante (em 1517, Martinho Lutero pregou as suas 95 teses na porta da Catedral de Wittenberg) e do sucessivo saque de Roma pelas tropas de Carlos V do Sacro Império Romano-Germânico em 1527 foram dois eventos que minaram a autoridade papal, tornando-a mais insegura, mais instável e menos atrativa para os artistas do final do século XVI, que eram menos inclinados a darem início a um novo movimento artístico. Em paralelo, a arte maneirista, que replicava exaustivamente o estilo dos mestres do Renascimento enfatizando a complicação formal e a virtuose, já não mais obedecia à necessidade de clareza e devoção da Igreja Católica, em crise. Por outro lado, Bolonha era o centro de um território no qual a obra de artistas tradicionalmente tinham uma características pronunciadamente devocional e piedosa. Ao mesmo tempo, a cidade estava em contato estreito com a arte veneziana e da região do vale do Pó.
Nestas bases culturais e estéticas, os Carracci desenvolveram sua obra como teóricos de uma renovação artística que enfatizava a humanidade dos temas e a clareza das cenas sagradas. O ecletismo de sua arte, o respeito pela tradição e uma linguagem adaptada para os locais públicos frequentados pelas classes trabalhadoras satisfizeram os desejos da Contrarreforma da Igreja Católica, que precisava de uma nova forma para expressar sua primazia sobre outras religiões e confirmar que a arte poderia e deveria ser um veículo para a fé. Neste sentido, os Carracci se encaixam perfeitamente no momento político e artístico da época, pois eles compreendiam a necessidade de uma tensão artística que pudesse refletir os novos desejos da hierarquia eclesiástica e que estivesse livre dos artefatos e da complexidade do Maneirismo.

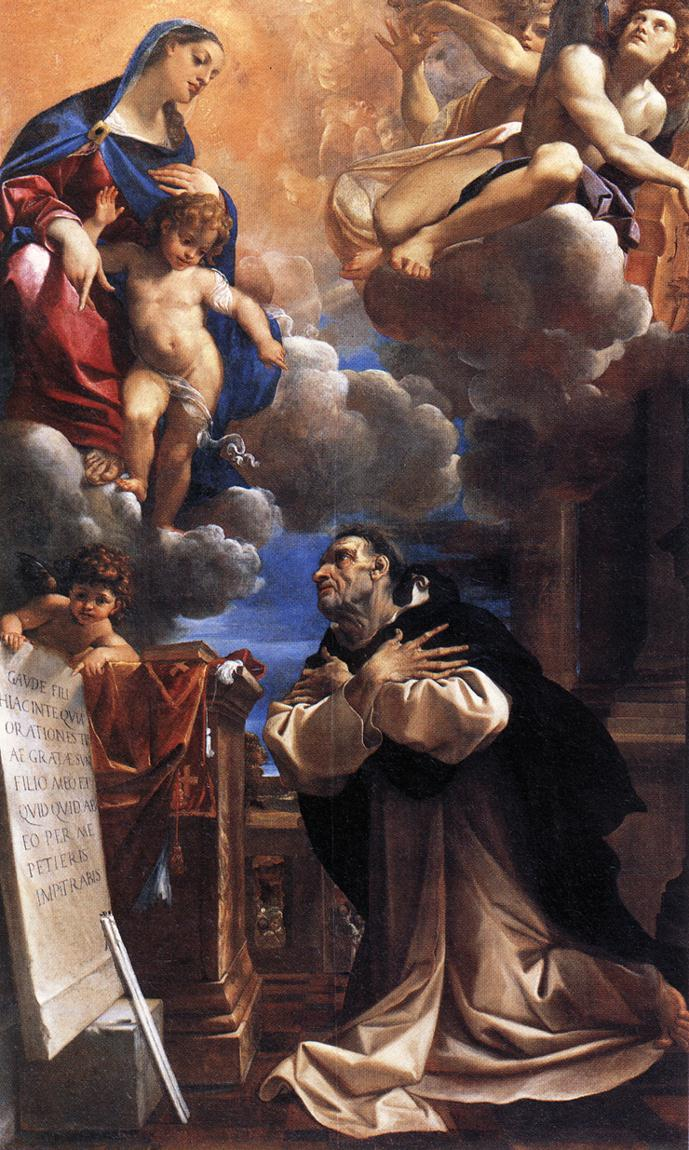
"Virgem aparecendo para São Jacinto", de Ludovico Carracci (no Louvre).

Outro princípio da doutrina dos Carracci era o aspecto devocional, especialmente o respeito pela ortodoxia da história representada. Ao fazê-lo, os Carracci seguiam as instruções contidas nas obras de teoristas da época, como o cardeal Gabriele Paleotti, autor em 1582 do sermão sobre as imagens sagradas e profanas no qual ele advogava pelo controle por parte das autoridades eclesiásticas do conteúdo das cenas sagradas (os santos e seus atributos tinham que ser facilmente reconhecíveis e sua apresentação deveria respeitar a tradição; as histórias deveriam ser fieis aos textos sagrados) enquanto os artistas mantinham sua "liberdade" para escolher o estilo mais adequado. Outro ponto de referência era a obra de Giovanni Andrea Gilio, autor de dois diálogos sobre os "erros" dos pintores publicada em 1564 na qual ele criticava os excessos do refinamento, as alegorias e as invenções bizarras da arte maneirista. As histórias e os personagens tornados reais em imitação da natureza tinham que ser enobrecidos pelo exercício da arte e refinados com base no exemplo dos grandes mestres do passado como Rafael e Michelângelo, mas também Ticiano, Veronese, Tintoretto, Correggio e Parmigianino.
Agostino também foi importante na arte da estampa, reproduzindo obras de mestres do século XVI (especialmente Correggio e Veronese) como exemplos a serem imitados pelos inúmeros estudantes da escola da família. Annibale era o mais talentoso dos três e também o que, depois de sua viagem a Roma em 1595 (onde suas obras seriam exibidas até sua morte em 1609), teve uma influência decisiva no destino da pintura italiana no começo do século XVII.

## Accademia degli Incamminati

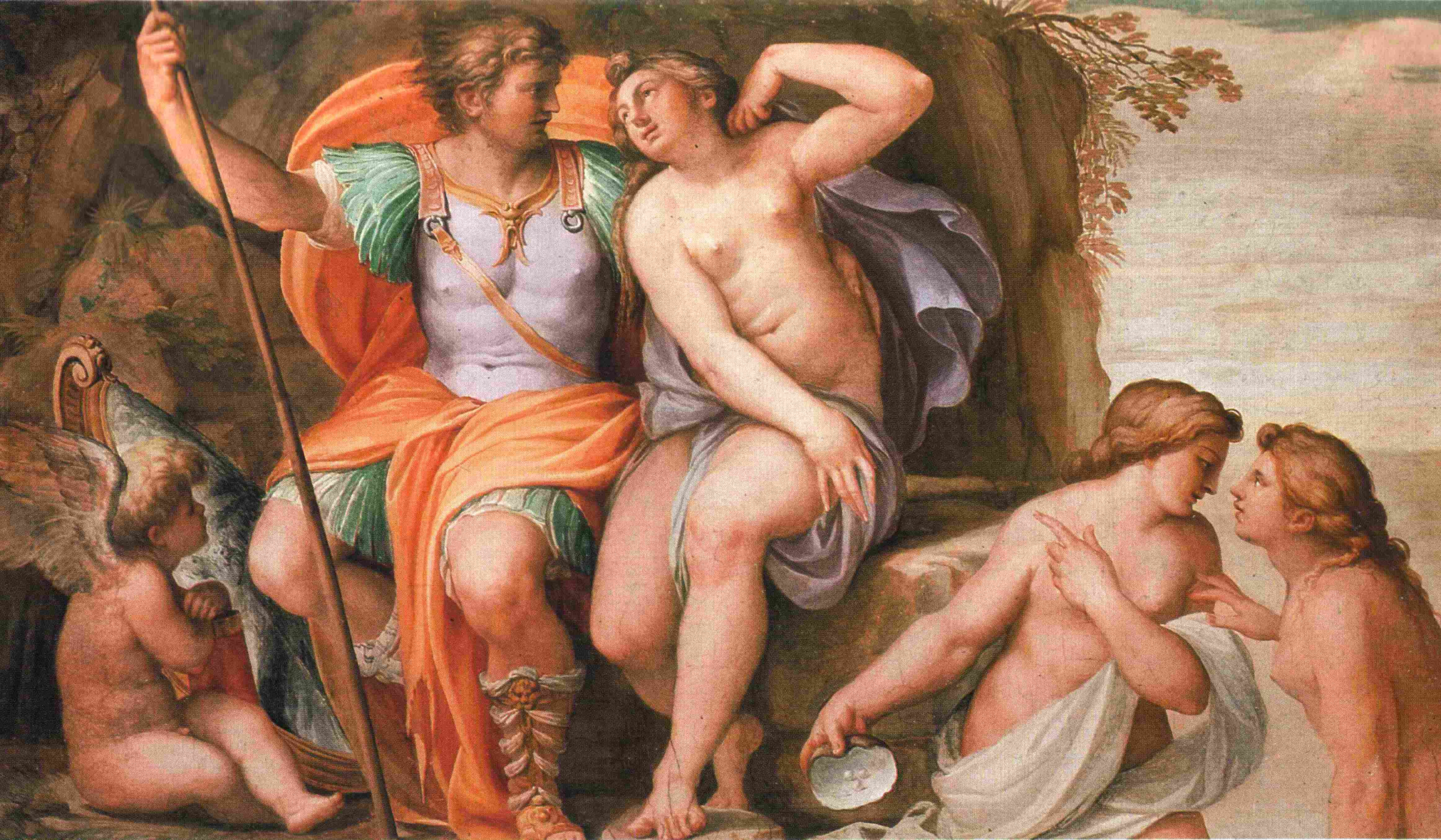
"Vênus e Marte" no Palácio Ducal de Parma.

Com o objetivo de explorar e compartilhar sua recém-criada abordagem para a pintura, a família Carracci fundou uma escola de arte em Bolonha por volta de 1582. Inicialmente batizada de Accademia dei Desiderosi ("Academia dos Desejosos"), a escola provavelmente iniciou suas atividades como um círculo informal de jovens artistas baseado no estúdio de Ludovico Carracci. Por volta de 1590, a academia foi rebatizada de Accademia degli Incamminati ("Academia dos Encaminhados", literalmente a "academia dos que estão progredindo") e adotou um programa acadêmico mais didático.
Há um certo debate sobre a organização e a estrutura acadêmica da escola, mas é provável que ela funcionasse como uma combinação de uma oficina de pintura e uma instituição formal, recebendo tanto alunos quanto artistas já estabelecidos.
Cada membro da família Carracci deu uma contribuição única para a academia. Acredita-se que Ludovico Carracci tenha ocupado uma posição administrativa, que Agostino teria sido o responsável por reunir novas informações e ideias e Annibale, por estimular a criatividade e inspiração através de aulas de técnica de pintura. Ludovico reuniu e consolidou o uso de novos materiais nas aulas, incluindo uma coleção de moldes de gesso de obras clássicas. Agostino trouxe para a escola uma variada gama de conhecimento sobre uma variedade de assuntos, incluindo arte, música, filosofia, matemática, astronomia, geografia, cartografia, antropologia e história natural. Ele usou seu conhecimento de anatomia para criar desenhos detalhados da forma humana e doou livros e medalhas de sua própria coleção para uso dos estudantes. Finalmente, Annibale, o mais experiente artista do grupo, compartilhou seu conhecimento de pintura através de obras em colaboração com seus pupilos.
Os Carracci desejavam prover à próxima geração de artistas uma educação que seria válida tanto do ponto de vista prático quanto teoórico. Os estudantes eram treinados em uma quantidade de temas para estabelecer neles um fundo intelectual a partir do qual eles poderiam desenvolver suas próprias habilidades artísticas. Grande ênfase era dada ao estudo da natureza e os estudantes eram encorajados a praticar o desenho livre a partir da natureza. A família também liderava seus pupilos no estudo do desenho experimental, caricatura, pintura de paisagens, imitação, anatomia, perspectiva e teoria da arte. Além disto, eles tinham aulas de história, contos e poesia, que serviam de inspiração.
Entre os estudantes notáveis da Academia dos Carracci estão Francesco Albani, Guido Reni, Domenico Zampieri (Domenichino), Giovanni Lanfranco, Antonio Carracci e Sisto Badalocchio.
A fundação da Accademia degli Incamminati trouxe fama e reputação aos Carracci e atraiu muitas encomendas. Estes projetos eram tipicamente alocados entre os membros da família por Ludovico ou eram completados pelo esforço conjunto dos três.

## Obras conjuntas

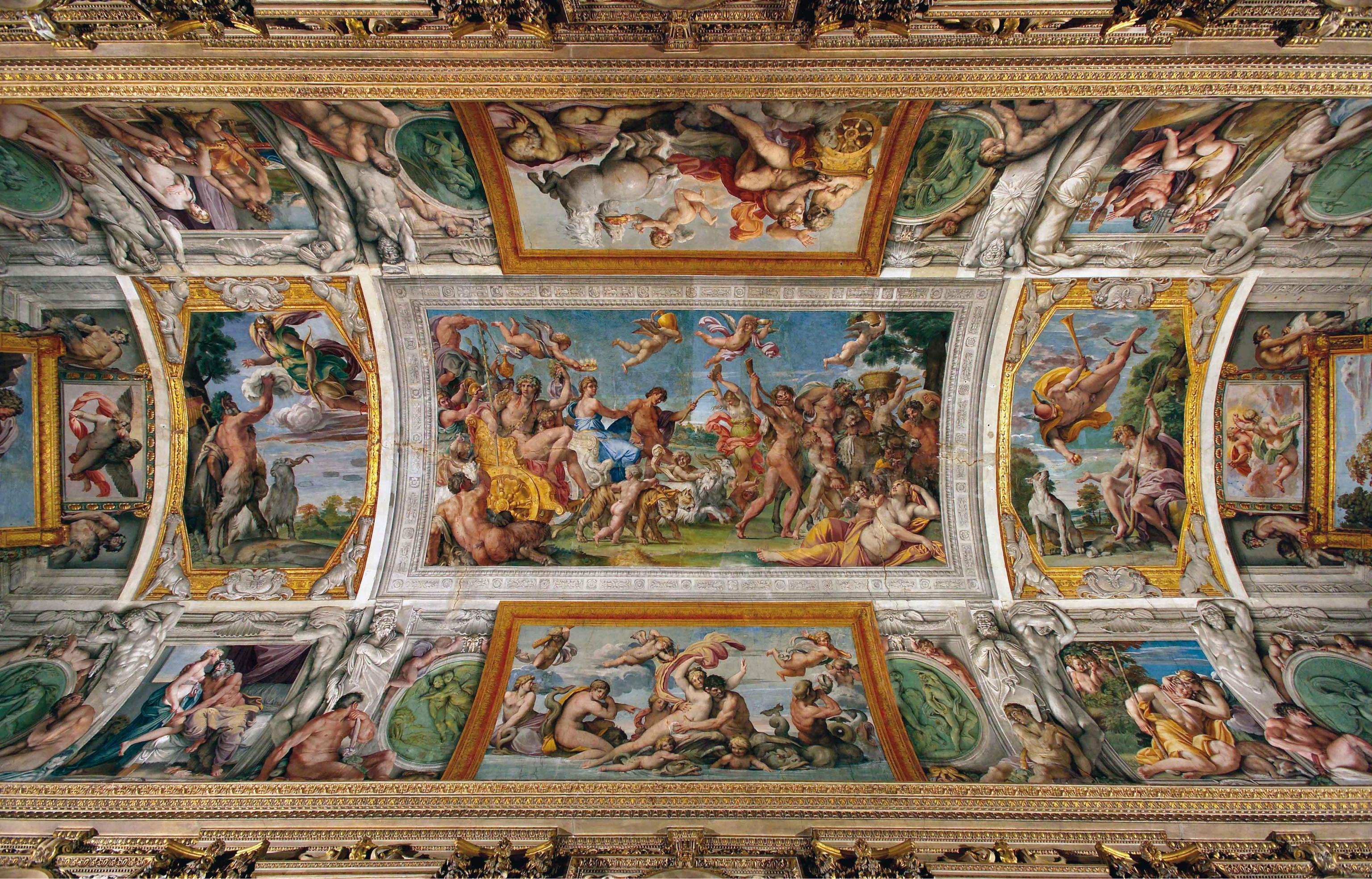
Teto do Palazzo Farnese.

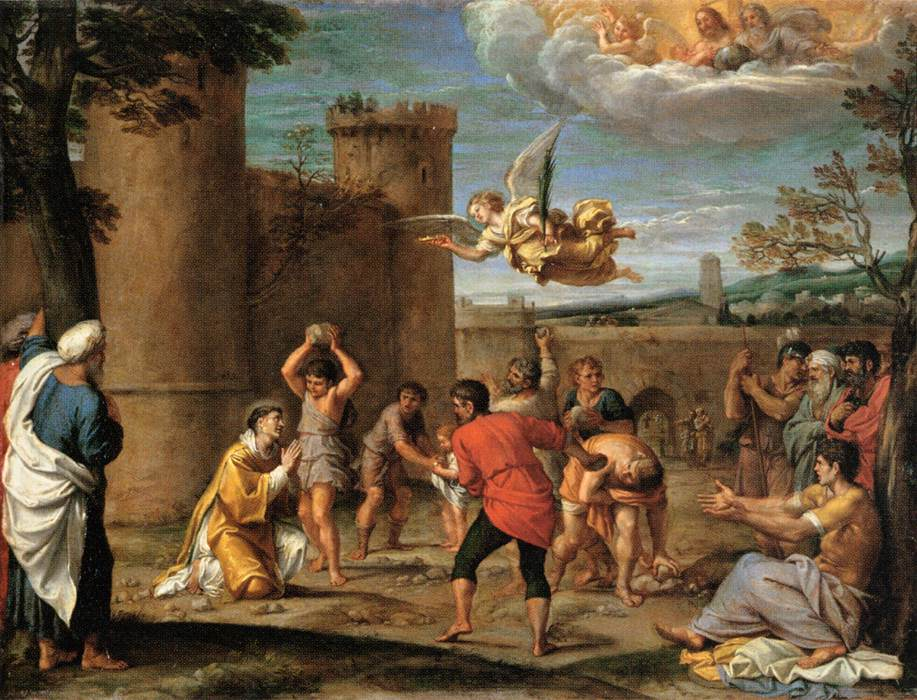
"Martírio de Santo Estevão", de Annibale Carracci (no Louvre).

Há muita especulação e debate entre historiadores da arte sobre quais membros da família Carracci projetaram e executaram os vários aspectos dos afrescos pintados por eles. Rascunhos preparatórios ainda existentes indicam que, para cada obra, a preparação era feita por todos os membros da família de forma colaborativa. Da mesma forma, os afrescos terminados eram pintados pelos três, mas "apesar de muito debate, não há consenso entre os estudiosos sobre a atribuição das várias cenas". Os próprios membros da família, quando perguntados, respondiam que a obra "era dos Carracci, nós a realizamos juntos". "Esta colaboração muito próxima, na qual a participação individual era sublimada em prol de um efeito indistinguível, vivo e altamente ilusionístico, é característico do primeiro período dos Carracci".
Entre 1583 to 1594, Annibale, Agostino e Ludovico trabalharam coletivamente pintando afrescos em tetos e paredes de palácios em Bolonha e Ferrara. Uma das primeiras encomendas conjuntas da família foi o Palazzo Fava, em Bolonha, onde foram pintados os afrescos "Histórias de Europa" (1583–84), "Histórias de Jasão" (1583-84) e "Histórias de Eneias" (1586). A obra-prima da família Carracci, "Histórias da Fundação de Roma", foi completada por volta de 1589-1590 e está localizada no salão principal do Palazzo Magnani-Salem, também em Bolonha. Em 1592, os Carracci foram para Ferrara para decorar o teto do Palazzo dei Diamanti com cenas dos "Deuses do Olimpo". Nos anos seguintes, 1593-1594, os Carracci receberam a encomenda de pintar afrescos com cenas e personagens do Novo Testamento em três salas do Palazzo Sampieri-Talon em Bolonha.
A popularidade dos afrescos dos Carraci nestes palácios (especialmente os do Palazzo Magnani) chamaram a atenção de uma outra família nobre italiana, os Farnese. O duque de Parma e Placência, Ranúcio VI, e seu irmão, o cardeal Odoardo, se aproximaram dos Carracci em 1593 e pediram que eles fossem para Roma para decorar o Palazzo Farnese. Em 1594, Annibale e Agostino seguiram para lá enquanto Ludovico permaneceu em Bolonha, um evento que "assinalou o final do estúdio conjunto dos Carracci".